# 高校野球審判員
高校野球審判員（こうこうやきゅうしんぱんいん）または高校野球審判委員（こうこうやきゅうしんぱんいいん）は、高校野球の試合で審判員を務める者をいう。

## 概要
審判委員となるには、各都道府県高等学校野球連盟に登録し、各都道府県高野連主催の講習会を受講する。登録方法は出身学校野球部部長の推薦や引き抜きなど、都道府県連盟によって異なる。その他、登録願い出時点での年齢制限、または担当する地区などを設けている都道府県連盟もある。
登録された審判委員は、まず練習試合の塁審や球審に配置される。その後、経験を重ねた上で地区大会の球審を務めることができる。
審判委員は地区の学校の動静や有力選手の進路などの情報には事欠かないが、平日でも審判に出ることが多く、特に春夏の甲子園大会ともなれば最低でも10日は休みをとらなければならないため、勤務先(中には現職の警察官や医師、教職員、救命救急士もいる)や家庭の理解も必要である。近年では若い審判員が不足しており、後継者の獲得も重要課題といえる。
なお現在の審判服は、国際野球連盟標準仕様、ボーイズリーグ規定の服装である。それまでは、夏の甲子園においては白長袖シャツに紺色スラックス（都道府県予選によっては、白半袖シャツに紺色スラックス。または水色半袖シャツ（現行のシャツとは全く異なる仕様）に紺色スラックス）、春の甲子園では紺色のブレザーに紺色スラックス、紺色ネクタイ(1981年までは蝶ネクタイ)であった。第87回選抜大会から、スラックスがチャコールグレーに変更された。

## 全国大会
阪神甲子園球場で行われる全国大会の審判委員は、全国大会審判委員と各都道府県からやって来る派遣審判委員で構成され、1試合7人で試合が運営される。内訳は4人がグラウンドに実際に立ち、2人が予備審判員、もう1人は記者の質問や、当該審判員から質問に答えるなどの役目を担う控え審判員である。なお、予備審判員は突発事故があった時に緊急出場するのはもちろん、ナイトゲーム（照明が入った時点から）ともなると2人とも外審としてグラウンドに立つ。また、全国大会独自の取り決めとして、不正防止や地元有利の判定を防ぐ為に、審判員が所属している県のチームの試合には出場できないという取り決めがなされており、例えば兵庫県高野連所属の審判員は、兵庫県代表チームの試合には出場できない。これは1回戦から決勝戦まで同様に適用される。
派遣審判委員は、約6年に1度各都道府県に割り当てられ、甲子園において球審以外の全てのポジションを担当する。球審は全国大会審判委員が担当する（もちろん球審以外も担当）。決勝戦で球審を務める審判委員は、全国大会審判委員の幹事もしくは委員から、
1. 人間性
2. 球審としての判定能力
3. 阪神甲子園球場に慣れている

の条件を満たすものから選ばれる。おもに長年春夏の準々決勝戦や準決勝戦で球審をした審判委員が、次期決勝戦球審を務める。都道府県予選でも、以上の条件で、決勝戦の球審が決められている場合が多い。そのため甲子園大会で決勝の球審を務める審判員は、2000年代以降は概ね45歳以上の中堅からベテラン審判員が務めることが慣例化している。
なお、春夏決勝戦の歴代球審を務めたのは審判員は以下の通り。
- 1958年 - 第30回記念春 山本英一郎（やまもと えいいちろう）、第40回記念夏 大槻（おおつき）
- 1959年 - 第31回春 大槻、第41回夏 相田暢一（あいだ ちょういち）
- 1960年 - 第32回春 山本英一郎、第42回夏 山本英一郎
- 1961年 - 第33回春 山本英一郎、第43回夏 山本英一郎
- 1962年 - 第34回春 山本英一郎、第44回夏 山本英一郎
- 1963年 - 第35回記念春 山本英一郎（やまもと えいいちろう）、第45回記念夏 米谷道雄（こめたに みちお）
- 1964年 - 第36回春 山本英一郎、第46回夏 山本英一郎
- 1965年 - 第37回春 米谷道雄、第47回夏 米谷道雄
- 1966年 - 第38回春 郷司裕（ごうし ひろし）、第48回夏 郷司裕
- 1967年 - 第39回春 郷司裕、第49回夏 郷司裕
- 1968年 - 第40回記念春 郷司裕、第50回記念夏 郷司裕
- 1969年 - 第41回春 郷司裕、第51回夏 郷司裕(再試合も同様)
- 1970年 - 第42回春 郷司裕、第52回夏 郷司裕
- 1971年 - 第43回春 永野元玄（ながの もとはる）、第53回夏 郷司裕
- 1972年 - 第44回春 郷司裕、第54回夏 郷司裕
- 1973年 - 第45回記念春 郷司裕、第55回記念夏 郷司裕
- 1974年 - 第46回春 永野元玄、第56回夏 郷司裕
- 1975年 - 第47回春 郷司裕、第57回夏 郷司裕
- 1976年 - 第48回春 郷司裕、第58回夏 永野元玄
- 1977年 - 第49回春 郷司裕、第59回夏 郷司裕
- 1978年 - 第50回記念春 永野元玄、第60回記念夏 山川修司（やまかわ しゅうじ）
- 1979年 - 第51回春 郷司裕、第61回夏 郷司裕
- 1980年 - 第52回春 元橋一登（もとはし かずと）、第62回夏 永野元玄
- 1981年 - 第53回春 郷司裕、第63回夏 元橋一登
- 1982年 - 第54回春 永野元玄、第64回夏 永野元玄
- 1983年 - 第55回記念春 西大立目永（にしおおたちめ ひさし）、第65回記念夏 郷司裕
- 1984年 - 第56回春 永野元玄、第66回夏 布施勝久（ふせ かつひさ）
- 1985年 - 第57回春 中西明（なかにし あきら）、第67回夏 西大立目永
- 1986年 - 第58回春 布施勝久、第68回夏 中西明
- 1987年 - 第59回春 田中美一（たなか よしかず）、第69回夏 布施勝久
- 1988年 - 第60回記念春 永野元玄、第70回記念夏 布施勝久
- 1989年 - 第61回春 布施勝久、第71回夏 本郷良直（ほんごう よしなお）
- 1990年 - 第62回春 布施勝久、第72回夏 三宅享次（みやけ きょうじ）
- 1991年 - 第63回春 永野元玄、第73回夏 永野元玄
- 1992年 - 第64回春 永野元玄、第74回夏 布施勝久
- 1993年 - 第65回記念春 永野元玄、第75回記念夏 永野元玄
- 1994年 - 第66回春 田中美一、第76回夏 木嶋一黄（きじま いっこう）
- 1995年 - 第67回春 清水幹裕（しみず つねひろ）、第77回夏 田中美一
- 1996年 - 第68回春 木嶋一黄、第78回夏 田中美一
- 1997年 - 第69回春 清水幹裕、第79回夏 木嶋一黄
- 1998年 - 第70回記念春 岡本良一（おかもと りょういち）、第80回記念夏 岡本良一
- 1999年 - 第71回春 桂等（かつら ひとし）、第81回夏 木嶋一黄
- 2000年 - 第72回春 岡本良一、第82回夏 木嶋一黄
- 2001年 - 第73回春 中本尚（なかもと たかし）、第83回夏 桂等
- 2002年 - 第74回春 杉中豊（すぎなか ゆたか）、第84回夏 岡本良一
- 2003年 - 第75回記念春 桂等、第85回記念夏 桂等
- 2004年 - 第76回春 赤井淳二（あかい じゅんじ）、第86回夏 岡本良一
- 2005年 - 第77回春 桂等、第87回夏 赤井淳二
- 2006年 - 第78回春 赤井淳二、第88回夏 赤井淳二（再試合も同様）
- 2007年 - 第79回春 桂等、第89回夏 桂等
- 2008年 - 第80回記念春 赤井淳二、第90回記念夏 赤井淳二
- 2009年 - 第81回春 長谷川次郎（はせがわ じろう）、第91回夏 日野高（ひの たかし）
- 2010年 - 第82回春 若林浩（わかばやし こう） 、 第92回夏 古川泰史（ふるかわ やすし）
- 2011年 - 第83回春 日野高、第93回夏 長谷川次郎
- 2012年 - 第84回春 橘公政（たちばな きみのり）、第94回夏 若林浩
- 2013年 - 第85回記念春 窪田哲之（くぼた てつゆき）、第95回記念夏 窪田哲之
- 2014年 - 第86回春 橘公政、第96回夏 古川泰史
- 2015年 - 第87回春 若林浩、第97回夏 古川泰史
- 2016年 - 第88回春 田中豊久（たなか とよひさ）、第98回夏 古川泰史
- 2017年 - 第89回春 戸塚俊美（とつか としみ）、第99回夏 野口敏行（のぐち としゆき）
- 2018年 - 第90回記念春 宅間寛（たくま ゆたか）、第100回記念夏 堅田外司昭（かただ としあき）
- 2019年 - 第91回春 田中豊久、第101回夏 宅間 寛
- 2020年 - 交流試合 永井秀亮（ながい ひであき）[* 1]
- 2021年 - 第93回春 田中豊久、第103回夏 田中豊久
- 2022年 - 第94回春 美野正則（みの まさのり）、第104回夏 尾崎泰輔（おざき たいすけ）
- 2023年 - 第95回記念春 大槻康彦（おおつき やすひこ）、第105回記念夏 山口智久（やまぐち ともひさ）
- 2024年 - 第96回春 西貝雅裕（にしがい まさひろ）、第106回夏 永井秀亮
- 2025年 - 第97回春 大槻康彦